# (9823) Annantalová
(9823) Annantalova, désignation internationale (9823) Annantalová, est un astéroïde de la ceinture principale.

## Description
(9823) Annantalova est un astéroïde de la ceinture principale. Il fut découvert le 26 mars 1971 à l'observatoire Palomar par Cornelis Johannes van Houten, Ingrid van Houten-Groeneveld et Tom Gehrels. Il présente une orbite caractérisée par un demi-grand axe de 2,38 UA, une excentricité de 0,13 et une inclinaison de 6,8° par rapport à l'écliptique.

## Compléments